# فيليبي لوبيز (نبال)
فيليبي لوبيز (بالإسبانية: Felipe López Garrido)‏ هو نبال إسباني، ولد في 10 مارس 1977.

## روابط خارجية
- فيليبي لوبيز على موقع أوليمبيديا (الإنجليزية)